# Эберсвальдский клад

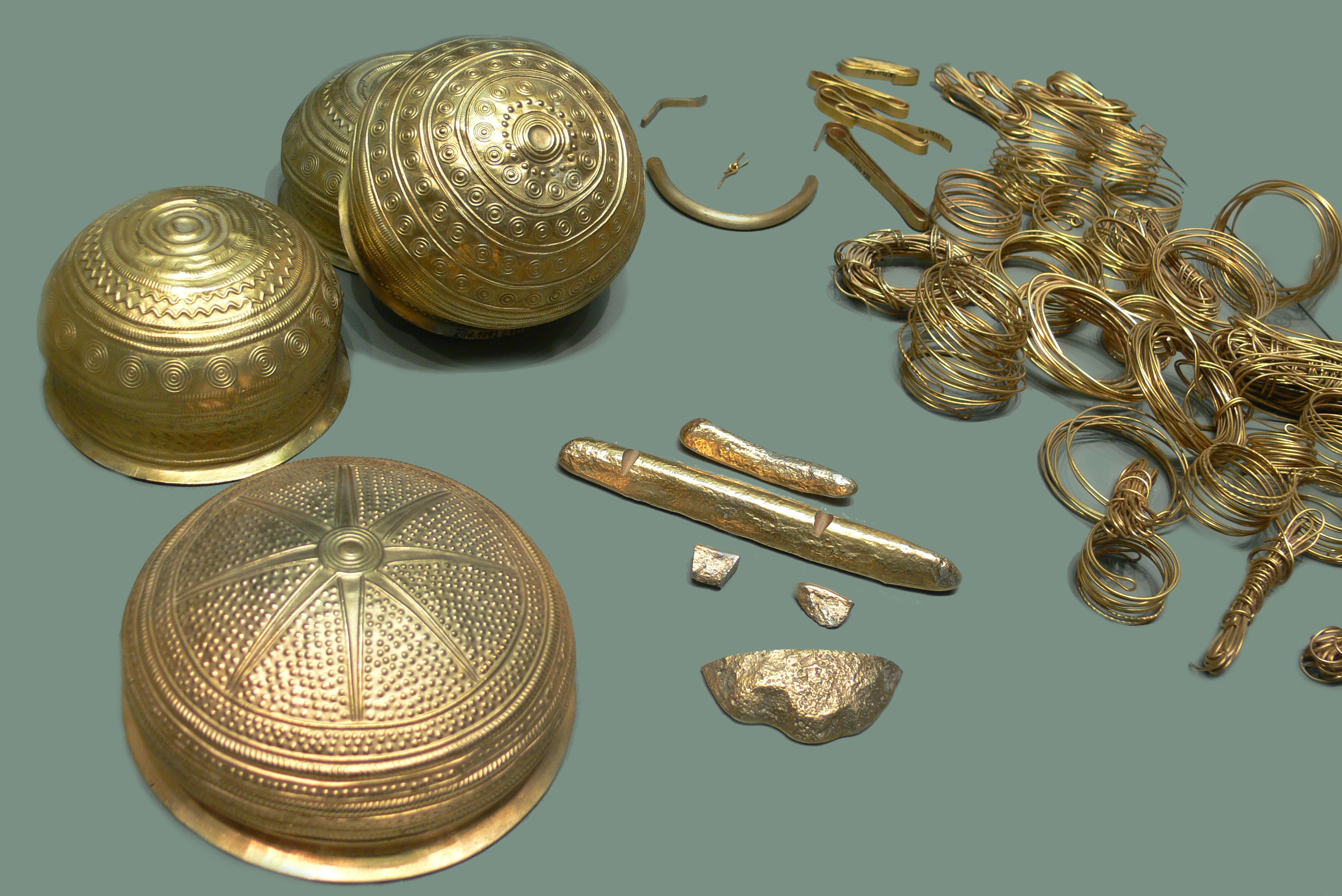
Копия эберсвальдского клада на выставке в одном из немецких музеев.

Эберсвальдский клад — крупнейшее собрание доисторических золотых изделий, когда-либо обнаруженное на территории Германии. Включает в себя 81 предмет (8 чеканных золотых чаш, гривны, слитки и большое количество мотков золотой проволоки) общим весом 2,59 кг. Относится к позднему бронзовому веку — X—IX вв. до н. э.
Клад золотых изделий был найден 16 мая 1913 года на глубине одного метра при строительных работах на территории фабрики в Обербарниме.
До 1939 года экспонировался в Берлинском собрании доисторического искусства.
В 1945 году Эберсвальдский клад как трофейное искусство был вывезен советскими властями; находился в музее изобразительных искусств имени Пушкина, однако в постоянную экспозицию до настоящего времени не входит.
В 2013 году клад демонстрировался в Санкт-Петербурге (Эрмитаж) и Москве (ГИМ) на выставке «Бронзовый век. Европа без границ». Его точные копии выставлены в нескольких музеях Германии.